# Rodaba
Rodaba is een geslacht van vlinders van de familie grasmotten (Crambidae), uit de onderfamilie Spilomelinae.

## Soorten
- R. angulipennis Moore, 1888
- R. vinosalis Warren, 1896
- R. violalis Caradja, 1937